# Liste d'obédiences maçonniques
Cette liste d'obédiences maçonniques recense des associations dont l'existence est attestée par des sources indépendantes et qui se définissent elles-mêmes comme étant des obédiences maçonniques, sans porter de jugement sur la légitimité de cette affirmation. Pour chacune d'entre elles, au moins une source devrait être mentionnée. Cette liste n'a pas vocation à recenser, dans chaque pays, les loges qui peuvent y exister par ailleurs, soit de manière autonome, soit sous l'égide d'obédiences domiciliées dans un autre pays.

Implantation de la franc-maçonnerie dans le monde en 2000.

Elle classe les obédiences maçonniques par pays d'origine en précisant chaque fois que l'information est disponible, la date de fondation, le nombre de loges, le nombre de membres et le site web officiel. Le tri par défaut est l'ordre alphabétique des initiales. Sauf mention contraire, toutes les informations mentionnées sont telles que publiées par les obédiences concernées au moment de leur dernière mise à jour par un contributeur.
Selon un recensement, il y aurait en 2007 environ 4 millions de francs-maçons dans le monde. Cette information semble confirmée par le tableau et la source ci-contre. La somme des données recueillies dans ce tableau ne reflétant pas ce résultat, il convient de prendre en compte l'inachèvement des tableaux de cette liste, de les considérer avec précaution et de se reporter autant que possible aux sources mentionnées.

## Afrique

### Afrique du Sud
| Nom                         | Dates de fondation /restructuration | Loges | Membres | Groupes de reconnaissance | Site Web                         |
| --------------------------- | ----------------------------------- | ----- | ------- | ------------------------- | -------------------------------- |
| Grand Lodge of South Africa | 1961                                | 95    | 3 300 H | GLUA                      | www.grandlodge.co.za             |
| DH South Africa             | 1912                                | 4     | ? M     | CLIPSAS                   | www.droit-humain.org/southafrica |

### Bénin
| Nom                                     | Dates de fondation /restructuration | Loges | Membres H | Groupes de reconnaissance                                                            | Site Web                  |
| --------------------------------------- | ----------------------------------- | ----- | --------- | ------------------------------------------------------------------------------------ | ------------------------- |
| Grand Bénin de la République du Bénin   | 1907 (1967)                         | 13    | H 450     | CLIPSAS Conférence des puissances maçonniques d'Afrique et de Madagascar/ CPMAM GLDF |                           |
| Grande Loge du Bénin (ex-GLNF au Bénin) | 1995                                | 54    | ? H       | GLUA                                                                                 |                           |
| Grands Orient et loges unis du Bénin    | 2017                                | 10    | 300       | CPMAM GODF                                                                           | https://golub-africa.org/ |
| Grande Loge des rites unis du Bénin     | 2016                                | 5     | 146       | GLFRU                                                                                |                           |

### Cameroun
| Nom                                 | Dates de fondation | Loges | Membres     | Groupes de reconnaissance | Site Web       |
| ----------------------------------- | ------------------ | ----- | ----------- | ------------------------- | -------------- |
| Grande Loge unie du Cameroun (GLUC) | 1962               | 10    | 500 environ | CLIPSAS                   | gluconline.org |
| GLCAM: Gau Cameroun)                | 2020               | 8     | 11          | GLUA                      | www.glcam.cm   |

### Congo, république du
| Nom                                                | Dates de fondation /restructuration | Loges | Membres | Groupes de reconnaissance | Site Web |
| -------------------------------------------------- | ----------------------------------- | ----- | ------- | ------------------------- | -------- |
| Grands Orient et loges associées du Congo          |                                     |       |         | CLIPSAS                   |          |
| Grands Orient du Congo-Brazzaville                 |                                     |       |         |                           |          |
| Grande Loge symbolique du Congo & P.A              |                                     |       |         | CLIPSAS                   |          |
| Grande Loge traditionnelle des rites égyptiens     |                                     |       |         |                           |          |
| Grande Loge traditionnelle et symbolique d'Afrique |                                     |       |         |                           |          |
| Grande Loge du Congo                               |                                     |       |         |                           |          |

### Congo, république démocratique du
| Nom                                                                          | Dates de fondation /restructuration | Loges | Membres | Groupes de reconnaissance                   | Site Web |
| ---------------------------------------------------------------------------- | ----------------------------------- | ----- | ------- | ------------------------------------------- | -------- |
| Grand Orient du Congo                                                        |                                     | 1     | ?       | CLIPSAS                                     |          |
| Grande Loge du Congo (Kinshasa)                                              | non déterminé                       |       |         | GLUE,GLDF                                   |          |
| Grande Loge nationale du Congo du Rite ancien et primitif de Memphis-Misraïm | 1986                                | 3     | 555     | CPMAM,GLM,GOLAC,GOCB,GOC,GLSYMA,GLBMM,GLSH, |          |

### Côte d'Ivoire
| Nom                                                  | Dates de fondation /restructuration | Loges | Membres | Groupes de reconnaissance | Site Web                        |
| ---------------------------------------------------- | ----------------------------------- | ----- | ------- | ------------------------- | ------------------------------- |
| Grande Loge de Côte d'Ivoire                         | 18 février 1989                     |       |         | UGLE                      |                                 |
| Grande Loge unie de Côte d'Ivoire                    |                                     |       |         | GLUE                      |                                 |
| DH Côte d'Ivoire                                     |                                     |       |         | CLIPSAS                   |                                 |
| Grande Loge symbolique ivoirienne de Memphis Misraïm | 26 janvier 2008                     |       |         | GLSYMA, GLSB, GLNUR       |                                 |
| Grande Loge traditionnelle et symbolique d'Afrique   | 2010                                | 18    | 275     | CLIPSAS                   |                                 |
| Grande Loge nationale de Côte d'Ivoire (GLNCI)       | 21 mai 2016                         |       |         | GAM-Tracia/               | http://gln-ci.onlc.fr           |
| Grand Orient arabe œcuménique de Côte d'Ivoire       | 30 Sept 2016                        |       |         |                           | http://www.grandorientarabe.org |

### Gabon
| Nom                                               | Dates de fondation /restructuration | Loges | Membres | Groupes de reconnaissance | Site Web                         |
| ------------------------------------------------- | ----------------------------------- | ----- | ------- | ------------------------- | -------------------------------- |
| Grande Loge du Gabon                              | 12 novembre 1983                    | 29    | 740     | GLUA, GLNF                | http://www.grandelogedugabon.org |
| Grande Loge symbolique (ex-Grand Rite équatorial) | 1975                                | 14    |         | GODF, GLUE                | www.glsg.info                    |
| Grande Loge féminine du Gabon                     | ?                                   | ?     | ? F     | GLFF                      |                                  |

### Guinée
| Nom                | Dates de fondation /restructuration | Loges | Membres | Groupes de reconnaissance | Site Web |
| ------------------ | ----------------------------------- | ----- | ------- | ------------------------- | -------- |
| DH Guinée Conackry |                                     |       |         | CLIPSAS                   |          |

### Madagascar
| Nom                                                            | Dates de fondation /restructuration | Loges | Membres | Groupes de reconnaissance | Site Web      |
| -------------------------------------------------------------- | ----------------------------------- | ----- | ------- | --- | ------------- |
| Grande Loge traditionnelle et symbolique de Madagascar (GLTSM) | 1997                                | 21    |         | | www.gltsm.org |
| Grand rite malagasy (GRM)                                      |                                     |       |         | |               |
| DH Madagascar                                                  |                                     |       |         | CLIPSAS |               |
| Grande Loge nationale de Madagascar (ex GLNF à Madagascar)     |                                     | 12    | 400     | GLUA | www.glnm.org  |
| Grande Loge de Madagascar (GLDM)                               | 2019                                |       |         | - Confédération des Grandes Loges d'Afrique (CGLA) - Confédération des Grandes Loges Unies de REAA (CIGLU) - Confédération des Grandes Loges Indépendantes et Régulières (CIGLIR) | www.gldm.org  |

### Mali
| Nom                                              | Dates de fondation /restructuration | Loges | Membres | Groupes de reconnaissance | Site Web                   |
| ------------------------------------------------ | ----------------------------------- | ----- | ------- | ------------------------- | -------------------------- |
| DH Mali                                          |                                     | 1     | 46      | CLIPSAS                   | /www.droit-humain.org/mali |
| Grande Loge nationale malienne (Ex GLNF au Mali) |                                     |       |         | GLUA                      |                            |

### Maroc
| Nom                                               | Dates de fondation | Loges               | Membres              | Groupes de reconnaissances                                        | Site Web |
| ------------------------------------------------- | ------------------ | ------------------- | -------------------- | ----------------------------------------------------------------- | -------- |
| Grande Loge nationale marocaine (GLNM)            | 2016               | 7                   | moins d'une centaine | Confédération des Grandes Loges de l'Europe et de la Méditerranée | GLNM     |
| Grande Loge du Maroc (GLM)                        | 1964               | 11                  | 270                  | CLIPSAS, CPMAM                                                    | GLM      |
| Grande Loge unie du Maroc (GLUM)                  | 2005               | 9                   | moins d'une centaine | GLDF et Grandes Loges unies d'Europe                              | GLUM     |
| Grande Loge mixte du Maroc (GLMM)                 | 2018               | 3                   | moins d'une centaine |                                                                   |          |
| Grande Loge régulière du royaume du Maroc (GLRRM) | 2000               | moins d'une dizaine | moins d'une centaine | GLUA                                                              |          |
| Grand Orient du Maroc (GODM)                      |                    | 6                   | moins d'une centaine | La Grand Alliance Maconnique TRACIA, Union Maçonnique Mondiale    | GODM     |
| Grande Loge féminine du Maroc (GLFM)              |                    |                     |                      | CLIPSAS                                                           |          |

### Maurice
| Nom                                                 | Dates de fondation /restructuration | Loges | Membres | Groupes de reconnaissance | Site Web              |
| --------------------------------------------------- | ----------------------------------- | ----- | ------- | ------------------------- | --------------------- |
| Grande Loge de Maurice (ex GLNF à Maurice)          | 2005                                | 16    | ?       | GLUA                      | http://glmasonica.com |
| DH Île Maurice                                      | 1990                                | 3     | 80      | CLIPSAS                   |                       |
| Grande Loge mixte de Maurice                        | 2009                                | 1     | ? M     |                           |                       |
| Grande Loge de l’océan Indien des rites ésotériques | 2013                                | 8     | 90 M    | OMDM                      |                       |

Il existe également à Maurice 4 loges non constituées en obédiences autonomes et appartenant à la Grande Loge de France et ainsi que des loges du Grand Orient de France et de la Grande Loge d'Irlande.

### Sénégal
Cette section constitue une annexe de l'article : Franc-maçonnerie au Sénégal.
| Nom                              | Dates de fondation /restructuration | Loges   | Membres | Groupes de reconnaissance | Site Web |
| -------------------------------- | ----------------------------------- | ------- | ------- | ------------------------- | -------- |
| Grande Loge du Sénégal (ex GLNF) | élément                             | élément | élément | élément                   | élément  |
| DH Sénégal                       |                                     |         |         | CLIPSAS                   |          |
| Grande Loge féminine du Sénégal  | ?                                   | ?       | ? F     | GLFF                      |          |

### Togo
| Nom                           | Dates de fondation /restructuration | Loges | Membres | Groupes de reconnaissance | Site Web |
| ----------------------------- | ----------------------------------- | ----- | ------- | ------------------------- | -------- |
| Grande Loge nationale du Togo | 1972                                | 41    | 1000    | GLUA                      |          |
| Grand Orient du Togo          |                                     |       |         |                           |          |
| DH Togo                       |                                     |       |         | CLIPSAS                   |          |

### Zimbabwe
| Nom                            | Dates de fondation /restructuration | Loges | Membres | Groupes de reconnaissance          | Site Web                                                                                 |
| ------------------------------ | ----------------------------------- | ----- | ------- | ---------------------------------- | ---------------------------------------------------------------------------------------- |
| Provinciale Grootloge Zimbabwe | 1927                                | 6     | ? H     | Groot Oosten der Nederlanden, GLUA | www.vrijmetselarij.nl/Organisatie/Provincialegrootloges/Zimbabwe/tabid/5894/Default.aspx |

## Amérique

### Argentine
| Nom                              | Dates de fondation /restructuration | Loges | Membres | Groupes de reconnaissance | Site Web                       |
| -------------------------------- | ----------------------------------- | ----- | ------- | ------------------------- | ------------------------------ |
| Grande Loge d'Argentine          |                                     |       |         | GLUA, GLB                 | www.masoneria-argentina.org.ar |
| Grande Loge féminine d'Argentine | Buenos Aires, 6 julio 2002          | 18    |         | CLIPSAS, FAMAF            | www.granlogiafemenina.org.ar   |

### Brésil
| Nom                                         | Dates de fondation /restructuration | Loges | Membres | Groupes de reconnaissance | Site Web                          |
| ------------------------------------------- | ----------------------------------- | ----- | ------- | ------------------------- | --------------------------------- |
| Grande Loge d'Amazonie                      | 1904                                | 40    | 6500    | -                         |                                   |
| Grande Loge de Bahia                        | 1927                                | 129   | 6000    | -                         |                                   |
| Grand Orient du Brésil                      | 1822                                | 2400  | 100000  | GLUA, GLB                 | www.gob.org.br                    |
| Grande Loge du Ceara                        | 1928                                | 157   | 5500    | -                         |                                   |
| Grande Loge de l'État du Mato Grosso do Sul | 1962                                | 56    | 2200    | GLUA                      |                                   |
| Grande Loge du Minas Gerais                 | 1927                                | 250   | 7500    | -                         |                                   |
| Grande Oriente de Paraná                    | 1952                                | 92    | 2800    | COMAB, GLB                | www.gop.org.br/                   |
| Grande Loge de l'État du Rio Grande du Nord | 1974                                | 18    | 500     | -                         |                                   |
| Grande Loge de l'État du Rio Grande du Sud  | 1928                                | 105   | 3500    | COMAB, GLB                |                                   |
| Grande Loge de l'État de Rio De Janeiro     | 1944                                | 134   | 8500    | GLUA                      |                                   |
| Grande Loge de São Paulo                    | 1927                                | 434   | 15000   | GLUA                      | www.glesp.com.br                  |
| Grande Loge maçonnique mixte du Brésil      |                                     |       |         | CLIPSAS/COMAM             |                                   |
| Grande Loge symbolique du Brésil            | 1998                                | 27    | 400     | GLSF, GLSF-FP,            | http://www.memphis-misraim.org.br |
| Grande Loge feminine de Brésil              |                                     |       |         | CLIPSAS/COMAM             |                                   |
| Grande loge unie du Paraná                  | 1981                                |       |         | CLIPSAS/COMAM             | www.maconaria.org                 |
| Grande Loge unie de Santa Catarina          | 2010                                |       |         | COMAM                     |                                   |
| Fédération brésilienne Le Droit humain      | 5                                   |       |         | BR LDH                    |                                   |

### Bolivie
| Nom                    | Dates de fondation /restructuration | Loges | Membres | Groupes de reconnaissance                                  | Site Web                  |
| ---------------------- | ----------------------------------- | ----- | ------- | ---------------------------------------------------------- | ------------------------- |
| Grande Loge de Bolivie | 1929                                | 77    | 30000   | UGLE, GLUA, GLB CMI, CMB, World Conference of Grand Lodges | www.granlogiadebolivia.bo |

### Canada
Cette section constitue une annexe de l'article : Franc-maçonnerie au Canada.
| Nom                                                            | Dates de fondation /restructuration | Loges | Membres | Groupes de reconnaissance | Site Web |
| -------------------------------------------------------------- | ----------------------------------- | ----- | ------- | ------------------------- | -------- |
| Grande Loge ANI du Canada                                      | 2009                                | 8     | 125     | COMAM, CLIPSAS            | GLANI    |
| Grande Loge d'Alberta                                          | 1905                                | 141   | 6 242   | GLUA                      | GLA      |
| Grande Loge de Colombie-Britannique et Yukon                   | 1871                                | 164   | 6 634   | GLUA                      | GLCB     |
| Grande Loge de l'Ontario                                       | 1855                                | 641   | 36 773  | GLUA                      | GLO      |
| Grande Loge du Manitoba                                        | 1875                                | 72    | 1 971   | GLUA                      | GLM      |
| Grande Loge du Québec                                          | 1869                                | 94    | 3 771   | GLUA                      | GLQ      |
| Grande Loge de Terreneuve et du Labrador                       | 1997                                | 32    | 1 533   | GLUA                      | GLTL     |
| Grande Loge du Nouveau-Brunswick                               | 1867                                | 51    | 2 568   | GLUA                      | GLNB     |
| Grande Loge de Nouvelle-Écosse                                 | 1866                                | 114   | 3 473   | GLUA                      | GLNE     |
| Grande Loge de Prince Edward                                   | 1875                                | 16    | 626     | GLUA                      | GLPE     |
| Grande Loge de Saskatchewan                                    | 1906                                | 94    | 2 365   | GLUA                      | GLS      |
| Grande Loge de Prince Hall de l'Ontario                        | 1852                                | 11    |         | GLUA                      | GLPHO    |
| District de Terre-Neuve-et-Labrador de la Grande Loge d'Écosse |                                     | 11    |         | GLUA                      | GLÉ-TN   |
| Fédération Canadienne du Droit Humain                          | 1976(80)                            | 10    | 150     |                           | DH-C     |
| Grande Loge mixte du Québec                                    | 1979                                | 2     | ? M     |                           | GLMdQ    |
| Grande Loge nationale du Canada                                | 1985                                | 12    | ? H     | CLIPSAS/COMAM             | GLNC     |
| Grande Loge symbolique du Canada                               | 1973                                | 3(T2) | ? H     |                           | GLSC     |
| Gran Logia de Lengua Española de Canada                        | 2005                                | 5     | ? H     |                           | GLDLES   |
| Fédération des loges autonomes du Québec                       | 2005                                | TS    | H et F  |                           |          |

### Chili
Cette section constitue une annexe de l'article : Franc-maçonnerie au Chili.
| Nom                                   | Dates de fondation /restructuration | Loges | Membres | Groupes de reconnaissance | Site Web |
| ------------------------------------- | ----------------------------------- | ----- | ------- | ------------------------- | -------- |
| Grande Loge féminine du Chili         | 1983                                | ?     | ? F     | CLIPSAS/COMAM             |          |
| Grande Loge mixte du Chili            | 1954                                | 5     | 300 M   | CLIPSAS/COMAM             | GLMC     |
| Grande Loge nationale du Chili        | 2010                                | 3     | 90 M    | SOGLIA                    | GLNChile |
| Grand Orient du Chili (es)            | 1961                                |       |         | CLIPSAS/COMAM             | GOMCh    |
| Grande Loge du Chili (es)             | 1850                                | 206   | 15000   | GLUA                      | GLC      |
| Grand Orient latino-américain         | 1973                                | 4     | ? M     | CLIPSAS/COMAM             | GOLA     |
| Juridiction chilienne du Droit Humain | 1927                                | 4     | 90 M    |                           | DH-Chili |

### Colombie
| Nom                                        | Dates de fondation /restructuration | Loges | Membres | Groupes de reconnaissance | Site Web |
| ------------------------------------------ | ----------------------------------- | ----- | ------- | ------------------------- | -------- |
| Grande Loge des Andes                      | 1972                                | 11    | 250     | -                         |          |
| Grande Loge de Colombie à Barranquilla     | 1918                                | 8     | 300     | GLUA                      |          |
| Grande Loge de Colombie à Bogota           | 1922                                | 28    | 700     | GLUA                      |          |
| Grande Loge occidentale de Colombie (Cali) | 1935                                | 13    | 350     | GLUA                      |          |
| Grande Lodge de Colombie à Cartagène       | 1920                                | 13    | 240     | GLUA                      |          |
| Grande Lodge de Colombie à Santander       | 1945                                | 8     | 170     | -                         |          |
| Gran Logia del Norte de Colombia           |                                     |       |         | CLIPSAS/COMAM             |          |
| Gran Logia del Departamento de Antioquia   | 1934                                | 9     | 197     | CMSA/WCFM                 | GLDA     |

### Cuba
| Nom                   | Dates de fondation /restructuration | Loges | Membres  | Groupes de reconnaissance | Site Web            |
| --------------------- | ----------------------------------- | ----- | -------- | ------------------------- | ------------------- |
| Grande Orient de Cuba | 1859                                | 314   | 24 000 H | GLB                       |                     |
| Grande Loge de Cuba   | 1881                                | 365   | 35 000 H | GLUA                      | Grand Logia de Cuba |

### Équateur
| Nom                                        | Dates de fondation /restructuration | Loges | Membres | Groupes de reconnaissance | Site Web      |
| ------------------------------------------ | ----------------------------------- | ----- | ------- | ------------------------- | ------------- |
| Gran Logia Equinoccial del Ecuador         | 1979                                | 35    | 600     | CMI                       | glede.ec      |
| Gran Logia Mixta de los Andes Ecuatoriales | 2011                                | 12    | 240 M   | UMURM, SCRME, SCRM Brésil | SCRME - GLMAE |

### États-Unis
Cette section constitue une annexe de l'article : Franc-maçonnerie aux États-Unis d'Amérique.
| Nom                                                             | Dates de fondation /restructuration | Loges | Membres | Groupes de reconnaissance | Site Web                    |
| --------------------------------------------------------------- | ----------------------------------- | ----- | ------- | ------------------------- | --------------------------- |
| Grand Lodge of Alabama                                          | 1821                                | ?     | 32297   | GLUA                      | GL-AL                       |
| Prince Hall Grand Lodge of Alabama                              | ?                                   | 593   | 30822   | -                         | ?                           |
| Grand Lodge of Alaska                                           | 1981                                | 20    | 2145    | GLUA                      | www.grandlodgeofalaska.org/ |
| Prince Hall Grand Lodge of Alaska                               | ?                                   | 5     | 170     | -                         | ?                           |
| Grand Lodge of Arizona                                          | 1882                                | 62    | 10000   | GLUA                      | GL-AZ                       |
| Prince Hall Grand Lodge of Arizona                              | ?                                   | 9     | 313     | GLUA                      | GLPH-AZ                     |
| Grand Lodge of Arkansas                                         | 1820                                | ?     | 17699   | GLUA                      | www.argrandlodge.com        |
| Prince Hall Grand Lodge of Arkansas                             | ?                                   | 118   | 3200    | -                         | GLUA                        |
| Grand Lodge of California                                       | 1850                                | 350   | 75000   | GLUA                      | GL-CA                       |
| Prince Hall Grand Lodge of California                           | ?                                   | 87    | 5650    | GLUA                      | ?                           |
| Grand Lodge of Colorado                                         | 1861                                | 133   | 13737   | GLUA                      | GL-CO                       |
| Prince Hall Grand Lodge of Colorado                             | ?                                   | 17    | 833     | GLUA                      | ?                           |
| Grand Lodge of Connecticut                                      | 1787                                | 93    | 15126   | GLUA                      | GL-CT                       |
| Prince Hall Grand Lodge of Connecticut                          | 1873                                | 13    | 1500    | GLUA                      | GLPH-CT                     |
| Grand Lodge of Delaware                                         | 1806                                | 29    | 5302    | GLUA                      | GL-DE                       |
| Prince Hall Grand Lodge of Delaware                             | ?                                   | 17    | 800     | -                         | ?                           |
| Grand Lodge of District of Columbia (Washington DC)             | 1811                                | 36 ?  | 4000    | GLUA                      | GL-DC                       |
| Prince Hall Grand Lodge of District of Columbia (Washington DC) | 1848                                | 25    | 5100    | GLUA                      | GLPH-DC                     |
| Grand Lodge of Florida                                          | 1830                                | ?     | 51973   | GLUA                      | grandlodgefl.com            |
| Prince Hall Grand Lodge of Florida                              | ?                                   | 199   | 6500    | -                         | ?                           |
| Grand Lodge of Georgia                                          | 1786                                | 428   | 49341   | GLUA                      | GL-GA                       |
| Prince Hall Grand Lodge of Georgia                              | ?                                   | 194   | 10107   | GLDF                      | GLPH Georgia                |
| Grand Lodge of Hawaii                                           | 1989                                | 11    | 1745    | GLUA                      | GL-HI                       |
| Prince Hall Grand Lodge of Hawaii                               | ?                                   | 4     | ?       | GLUA                      | GLPH-HI                     |
| Grand Lodge of Idaho                                            | 1867                                | 55    | 4688    | GLUA                      | GL-ID                       |
| Grand Lodge of Illinois                                         | 1840                                | ?     | 72793   | GLUA                      | GL-IL                       |
| Prince Hall Grand Lodge of the State of Illinois                | ?                                   | ?     | ?       | GLUA                      | GLPH-IL                     |
| Grand Lodge of Indiana                                          | 1818                                | ?     | 73380   | GLUA                      | GL-IN                       |
| Prince Hall Grand Lodge of Indiana                              | ?                                   | 37    | 2100    | GLUA                      | ?                           |
| Grand Lodge of Iowa                                             | 1844                                | 284   | 25697   | GLUA                      | GL-IA                       |
| Prince Hall Grand Lodge of Iowa                                 | ?                                   | 7     | ?       | GLUA                      | -                           |
| Grand Lodge of Kansas                                           | 1856                                | 263   | 28863   | GLUA                      | GL-KS                       |
| Prince Hall Grand Lodge of Kansas                               | ?                                   | 42    | 1392    | GLUA                      | -                           |
| Grand Lodge of Kentucky                                         | 1800                                | ?     | 51437   | GLUA                      | GL-KY                       |
| Prince Hall Grand Lodge of Kentucky                             | ?                                   | 67    | 2400    | -                         | ?                           |
| Grand Lodge of Louisiana                                        | 1812                                | ?     | 23666   | GLUA                      | GL-LA                       |
| Prince Hall Grand Lodge of Louisiana                            | ?                                   | 169   | 7823    | -                         | ?                           |
| Grand Lodge of Maine                                            | 1820                                | ?     | 22849   | GLUA                      | GL-ME                       |
| Grand Lodge of Maryland                                         | 1787                                | ?     | 18771   | GLUA                      |                             |
| Prince Hall Grand Lodge of Maryland                             | ?                                   | 98    | 4762    | GLUA                      | GLPH-MD                     |
| Grand Lodge of Massachusetts                                    | 1792                                | ?     | 39209   | GLUA                      | GL-MA                       |
| Prince Hall Grand Lodge of Massachusetts                        | 285                                 | 27    | 1287    | GLUA                      | GLPH-MA                     |
| Grand Lodge of Michigan                                         | 1844                                | 265   | 45780   | GLUA                      | GL-MI                       |
| Prince Hall Grand Lodge of Michigan                             | ?                                   | 47    | 2900    | GLUA                      | -                           |
| Grand Lodge of Minnesota                                        | 1853                                | ?     | 17351   | GLUA                      | GL-MN                       |
| Prince Hall Grand Lodge, Jurisdiction of Minnesota              | ?                                   | 14    | 400     | GLUA                      | -                           |
| Grand Lodge of Mississippi                                      | 1818                                | ?     | 22418   | GLUA                      | GL-MS                       |
| Prince Hall Grand Lodge of Mississippi                          | ?                                   | 357   | 17910   | -                         | ?                           |
| Grand Lodge of Missouri                                         | 1821                                | ?     | 51873   | GLUA                      | GL-MO                       |
| Prince Hall Grand Lodge of Missouri                             | ?                                   | 64    | 2549    | -                         | ?                           |
| Grand Lodge of Montana                                          | 1866                                | ?     | 7474    | GLUA                      | GL-MT                       |
| Grand Lodge of Nebraska                                         | 1857                                | ?     | 14840   | GLUA                      | GL-NE                       |
| Prince Hall Grand Lodge of Nebraska                             | ?                                   | 8     | 286     | GLUA                      | -                           |
| Grand Lodge of Nevada                                           | 1865                                | ?     | 4862    | GLUA                      | GL-NV                       |
| Prince Hall Grand Lodge of Nevada                               | ?                                   | 6     | 165     | -                         | ?                           |
| Grand Lodge of New Hampshire                                    | 1790                                | ?     | 7660    | GLUA                      | GL-NH                       |
| Grand Lodge of New Jersey                                       | 1786                                | ?     | 31169   | GLUA                      | GL-NJ                       |
| Prince Hall Grand Lodge of New Jersey                           | ?                                   | 52    | 3145    | GLUA                      | GLPH-NJ                     |
| Grand Lodge of New Mexico                                       | 1877                                | ?     | 6085    | GLUA                      | GL-NM                       |
| Prince Hall Grand Lodge of New Mexico                           | ?                                   | ?     | ?       | GLUA                      |                             |
| Grand Lodge of the State of New York                            | 1787                                | 466   | 34621   | GLUA                      | GL-NY                       |
| Prince Hall Grand Lodge of New York                             | ?                                   | 77    | 6500    | GLUA                      | -                           |
| Grand Lodge of North Carolina                                   | 1787                                | ?     | 48092   | GLUA                      | GL-NC                       |
| Prince Hall Grand Lodge of North Carolina                       | ?                                   | 325   | 18000   | -                         | ?                           |
| Grand Lodge of North Dakota                                     | 1889                                | ?     | 3560    | GLUA                      | GL-ND                       |
| Grand Lodge of Ohio                                             | 1808                                | ?     | 120615  | GLUA                      | GL-OH                       |
| Prince Hall Grand Lodge of Ohio                                 | ?                                   | 62    | 4904    | GLUA                      | GLPH-OH                     |
| Grand Lodge of Oklahoma                                         | 1874?                               | ?     | 30735   | GLUA                      | GL-OK                       |
| Prince Hall Grand Lodge of Oklahoma                             | ?                                   | 129   | 6000    | -                         | ?                           |
| Grand Lodge of Oregon                                           | 1851                                | ?     | 11559   | GLUA                      | GL-OR                       |
| Prince Hall Grand Lodge of Oregon                               | ?                                   | 8     | 143     | GLUA                      | -                           |
| Grand Lodge of Pennsylvania                                     | 1786                                | ?     | 109711  | GLUA                      | GL-PA                       |
| Prince Hall Grand Lodge of Pennsylvania                         | ?                                   | 107   | 7600    | GLUA                      | GLPH-PA                     |
| Grand Lodge of Rhode Island & Providence Plantations            | 1791                                | ?     | 4744    | GLUA                      | GL-RI                       |
| Prince Hall Grand Lodge of Rhode Island                         | ?                                   | 5     | 280     | GLUA                      | -                           |
| Grand Lodge of South Carolina                                   | 1783                                | ?     | 44278   | GLUA                      | GL-SC                       |
| Prince Hall Grand Lodge of South Carolina                       | ?                                   | 306   | 16000   | -                         |                             |
| Grand Lodge of South Dakota                                     | 1875                                | ?     | 6796    | GLUA                      | GL-SD                       |
| Grand Lodge of Tennessee                                        | 1813                                | ?     | 54143   | GLUA                      | GL-TN                       |
| Prince Hall Grand Lodge of Tennessee                            | ?                                   | 172   | 6500    | -                         | ?                           |
| Grand Lodge of Texas                                            | 1837                                | ?     | 105434  | GLUA                      | GL-TX                       |
| Prince Hall Grand Lodge of Texas                                | ?                                   | 424   | 10400   | -                         | ?                           |
| Grand Lodge of Utah                                             | 1872                                | ?     | 2070    | GLUA                      | GL-UT                       |
| Grand Lodge of Vermont                                          | 1794                                | ?     | 7342    | GLUA                      | GL-VT                       |
| Grand Lodge of Virginia                                         | 1778                                | ?     | 41351   | GLUA                      | GL-VA                       |
| Prince Hall Grand Lodge of Virginia                             | ?                                   | 208   | 10865   | GLUA                      | -                           |
| Grand Lodge of Washington                                       | 1858                                | 184   | 18999   | GLUA                      | GL-WA                       |
| Prince Hall Grand Lodge of Washington                           | ?                                   | 60    | 2958    | GLUA                      | GLPH-WA                     |
| Grand Lodge of West Virginia                                    | 1865                                | ?     | 24047   | GLUA                      | GL-WV                       |
| Prince Hall Grand Lodge of West Virginia                        | ?                                   | 25    | 592     | -                         | ?                           |
| Grand Lodge of Wisconsin                                        | 1843                                | ?     | 15736   | GLUA                      | GL-WI                       |
| Prince Hall Grand Lodge of Wisconsin                            | ?                                   | 11    | 650     | GLUA                      | -                           |
| Grand Lodge of Wyoming                                          | 1874                                | ?     | 4684    | GLUA                      | GL-WY                       |
| Serenísima Gran Logia de Lengua Española Para Los E.U.A.        |                                     |       |         | CLIPSAS/COMAM             |                             |

Obédiences non-rattachées à un État particulier :
| Nom                                             | Dates de fondation /restructuration | Loges | Membres | Groupes de reconnaissance | Site Web |
| ----------------------------------------------- | ----------------------------------- | ----- | ------- | ------------------------- | -------- |
| Fédération américaine du Droit humain           | 1903                                | ?     | ?       | ? M                       | DH-USA   |
| Eastern Order of International Co-Freemasonry   | 2001                                | ?     | ?       | ? F                       | EOICM    |
| Honorable Order of Universal Co-Masonry         | 1903/1994                           | ?     | ?       | ? H                       | UCM      |
| International Free and Accepted Modern Masons   | 1950                                | ?     | ? M     | IFAMM                     |          |
| George Washington Union                         | 1976                                | 5     | ? M     | GLB CLIPSAS, SIMPA        | GWU      |
| Grand Orient of the United States of America    | 2007                                | ?     | ? H     | GODF, GLB, GWU            | GOUSA    |
| Grand Lodge of the Modern Rite in North America | 2013                                | ?     | ? M     | UMURM                     | GLMR     |

### Haïti
| Nom                  | Dates de fondation /restructuration | Loges | Membres | Groupes de reconnaissance | Site Web |
| -------------------- | ----------------------------------- | ----- | ------- | ------------------------- | -------- |
| Grand Orient d'Haïti | 1824                                | 50    | ? H     | GLUA                      | GODH1824 |
| Grand Loge d'Haïti   | 1961                                | 13    | ? H     | CLIPSAS                   |          |

### Mexique
Cette section constitue une annexe de l'article : Franc-maçonnerie au Mexique.
| Nom                                                 | Dates de fondation /restructuration | Loges | Membres  | Groupes de reconnaissance | Site Web |
| --------------------------------------------------- | ----------------------------------- | ----- | -------- | ------------------------- | -------- |
| Grande Loge Unida Mexicana                          | 1883                                | 100   | 2500 H   | GLUA CGLREU               |          |
| Grande Loge de la Vallée du Mexique                 | 1862                                | 229   | 12 000 H | -                         |          |
| Gran Logia del Estado de Baja California            | 1933                                | 26    | ? H      | CGLREU                    | GLEBC    |
| Gran Logia Benito Juarez Del Estado de Coahuila     | ?                                   | ?     | ? H      | CGLREU                    | GLBJEC   |
| Gran Logia Del Estado de Chiapas                    | ?                                   | ?     | ? H      | CGLREU                    |          |
| Gran Logia Cosmos Del Estado de Chihuahua           | ?                                   | 6     | ? H      | CGLREU                    |          |
| Grande Loge Guadalupe Victoria De l'État de Durango | 1923                                | 11    | 400 H    | CGLREU                    | GLED     |
| Gran Logia Del Pacifico                             | ?                                   | ?     | ? H      | CGLREU                    |          |
| Gran Logia El Potosi                                | ?                                   | ?     | ? H      | CGLREU                    |          |
| Gran Logia Del Estado de Nuevo Leon                 | ?                                   | ?     | ? H      | CGLREU                    | GLDENL   |
| Gran Logia Occidental Mexicana                      | ?                                   | ?     | ? H      | CGLREU                    | GLOM     |
| Gran Logia Tamaulipas                               | ?                                   | ?     | ? H      | CGLREU                    |          |
| Gran Logia Valle de Mexico                          | ?                                   | 330   | ? H      | CGLREU                    | GLVDM    |
| Gran Oriente de México                              |                                     |       |          | CLIPSAS                   | GODM     |
| Grande Loge du Mexique au Rite d'York               | 1862                                | 13    | 250 H    | GLUA                      | GLMY     |

### Paraguay
| Nom                                                                                | Dates de fondation /restructuration | Loges | Membres | Groupes de reconnaissance | Site Web |
| ---------------------------------------------------------------------------------- | ----------------------------------- | ----- | ------- | ------------------------- | -------- |
| Grande Oriente del Paraguay                                                        | ?                                   | ?     | ? H     | ?                         |          |
| Grande Logia Gran Logia de Libres y Aceptados Masones de la Republica del Paraguay | ?                                   | ?     | ? H     | ?                         |          |
| Gran Logia Regular Multiritualística del Paraguay                                  | ?                                   | ?     | ? H     | ?                         |          |
| Gran Logia Simbolica del Paraguay                                                  | ?                                   | ?     | ? H     | ?                         |          |

### Pérou
| Nom                                | Dates de fondation /restructuration | Loges | Membres | Groupes de reconnaissance | Site Web |
| ---------------------------------- | ----------------------------------- | ----- | ------- | ------------------------- | -------- |
| Grande Loge du Pérou               | 1882                                | 147   | ? H     | GLUA                      | GLP      |
| Gran Logia Constitucional del Perú | 2005                                | 13    | 360 H   | GOdF                      | GCLP     |

### Suriname
| Nom                            | Dates de fondation /restructuration | Loges | Membres | Groupes de reconnaissance           | Site Web |
| ------------------------------ | ----------------------------------- | ----- | ------- | ----------------------------------- | -------- |
| Provinciale Grootloge Suriname | 1761                                | 3     | ? H     | Groot Oosten der Nerderlanden, GLUA |          |

### Uruguay
Cette section constitue une annexe de l'article : Franc-maçonnerie en Uruguay.
| Nom                                             | Dates de fondation /restructuration | Loges | Membres | Groupes de reconnaissance | Site Web |
| ----------------------------------------------- | ----------------------------------- | ----- | ------- | ------------------------- | -------- |
| Grande Loge d'Uruguay                           | 1855                                | ?     | ? H     | GLUA                      | GLd'U    |
| Grand Orient d'Uruguay                          | 1990                                | ?     | ? H     |                           |          |
| Grand Orient de la maçonnerie mixte universelle | 1998                                | ?     | ? M     |                           | GOFMU    |
| Grand Orient latino-américain                   | 1992                                |       |         |                           | GOLA     |
| Grande Loge féminine d'Uruguay                  | 2007                                | 3     |         |                           |          |

### Venezuela
| Nom                                                            | Dates de fondation /restructuration | Loges | Membres | Groupes de reconnaissance | Site Web |
| -------------------------------------------------------------- | ----------------------------------- | ----- | ------- | ------------------------- | -------- |
| Gran Logia Soberana de Libres y Aceptados Masones de Venezuela | 1918                                | ?     | ?       | CLIPSAS                   | -        |
| Gran Logia de la República Bolivariana de Venezuela            | 1956                                | 24    | ?       |                           | GLRBV    |
| Gran Logia de la Republica de Venezuela                        | 1824                                | 130   | ? H     | GLUA, CMI, CMB            | GLRV     |

## Asie

### Inde
| Nom                           | Dates de fondation /restructuration | Loges | Membres  | Groupes de reconnaissance | Site Web |
| ----------------------------- | ----------------------------------- | ----- | -------- | ------------------------- | -------- |
| Grand Lodge of India          | 1961                                | 315   | 14 900 H | GLUA                      | GLI      |
| Grandes Loges unies de l'Inde | 2001                                | ?     | ? H      | GLB GLDF                  | GLUI     |

### Israël
Cette section constitue une annexe de l'article : Franc-maçonnerie en Israël.
| Nom                                     | Dates de fondation /restructuration | Loges | Membres | Groupes de reconnaissance | Site Web  |
| --------------------------------------- | ----------------------------------- | ----- | ------- | ------------------------- | --------- |
| Grande Loge de l'État d'Israël          | 1953                                | 56    | 2000 H  | GLUA                      | GLSI      |
| Juridiction israélienne du Droit Humain | 1989                                | 1     | 25 M    |                           | DH-Israel |

### Japon
| Nom                  | Dates de fondation /restructuration | Loges | Membres | Groupes de reconnaissance | Site Web                 |
| -------------------- | ----------------------------------- | ----- | ------- | ------------------------- | ------------------------ |
| Grande Loge du Japon | 1957                                | 18    | 2 500 H | GLUA                      | The Grand Lodge of Japan |
| Juridiction DH Japan | 2008                                | 1     | 30 M    | CLIPSAS                   | Soleil Levant Lodge      |

### Liban
Cette section constitue une annexe de l'article : Franc-maçonnerie au Liban.
| Grande Loge traditionnelle & symbolique du Liban | Dates Fondation 1960 > Restructuration 2020 | Loges 5 | Membres 125 | Groupes de reconnaissance | Site Web              |
| ------------------------------------------------ | ------------------------------------------- | ------- | ----------- | ------------------------- | --------------------- |
| Le Grand Orient du Liban                         | Le 22 juin 1934                             | 9       | ?           |                           | GOL                   |
| Grande Loge Bet-El                               | 1998                                        | 3       |             | CLIPSAS                   | GL Bet-El             |
| Grande Loge des cèdres                           |                                             |         |             | CLIPSAS                   | GLC                   |
| Grande Loge centrale du Liban                    | 1982                                        | 3       | 126         | CLIPSAS                   |                       |
| Grande Loge Unie du Liban                        | 1996                                        | 3       | 70          | CLIPSAS/CIGLU             |                       |
| Grande Loge Mixte du Liban                       |                                             |         |             | CLIPSAS                   |                       |
| Grande Orient de Canaan                          |                                             |         |             |                           |                       |
| Grand Orient arabe œcuménique                    | 1950                                        | ?       | 300 H       |                           | Grand Orient Arabe    |
| Ordre initiatique mixte libanais Droit humain    |                                             |         |             |                           | nttp://www.scoiml.com |

### Philippines
| Nom                        | Dates de fondation /restructuration | Loges | Membres  | Groupes de reconnaissance | Site Web |
| -------------------------- | ----------------------------------- | ----- | -------- | ------------------------- | -------- |
| Grand Lodge of Philippines | 1917                                | 278   | 16 500 H | GLUA                      | GLP      |

### Taïwan
| Nom                  | Dates de fondation /restructuration | Loges | Membres | Groupes de reconnaissance | Site Web |
| -------------------- | ----------------------------------- | ----- | ------- | ------------------------- | -------- |
| Grand Lodge of China | 1949                                | 13    | 748 H   | GLUA                      | ?        |

### Thaïlande
| Nom                            | Dates de fondation /restructuration | Loges | Membres | Groupes de reconnaissance | Site Web |
| ------------------------------ | ----------------------------------- | ----- | ------- | ------------------------- | -------- |
| Grand Orient d'Asie du Sud-Est | 2011                                |       |         | GOASE                     | ?        |

### Turquie
Cette section constitue une annexe de l'article : Franc-maçonnerie en Turquie.
| Nom                             | Dates de fondation /restructuration | Loges | Membres | Groupes de reconnaissance | Site Web   |
| ------------------------------- | ----------------------------------- | ----- | ------- | ------------------------- | ---------- |
| Grande Loge de Turquie          | 1909                                | 270   | 11000 H | GLUA                      | Tur. GLDT  |
| Grande Loge libérale de Turquie | 1966                                | 52    | 3000 H  | CLIPSAS                   | Tur. GLLDT |
| Grande Loge féminine de Turquie | 1991                                | 12    | 600 F   | ?                         |            |

## Europe

### Communauté européenne
| Nom                           | Dates de fondation /restructuration | Loges | Membres | Groupes de reconnaissance | Site Web    |
| ----------------------------- | ----------------------------------- | ----- | ------- | ------------------------- | ----------- |
| Grande Loge d'Europe fédérale | 2012                                | 25    | 500 F   |                           | www.glef.eu |

### Allemagne
Cette section constitue une annexe de l'article : Franc-maçonnerie en Allemagne.
| Nom                                     | Dates de fondation /restructuration        | Loges | Membres | Groupes de reconnaissance | Site Web                 |
| --------------------------------------- | ------------------------------------------ | ----- | ------- | ------------------------- | ------------------------ |
| Grande Loge féminine d'Allemagne        | 1949                                       | 15    | 400 F   | CLIMAF                    | FGLvD                    |
| Grandes Loges unies d'Allemagne         | 1949                                       | 480   | 15000 H | GLUA                      | VGLvD                    |
| Humanitas Grande Loge mixte d'Allemagne | 1959                                       | 10    | 160 M   | CATENA, CLIPSAS           | Humanitas                |
| Souverain Grand Orient d'Allemagne      | 2002                                       | 6     | 50 M    | GLB                       | SGOvD                    |
| Juridiction allemande du Droit Humain.  | 1958 (Allemagne-Autriche) 1991 (Allemagne) | 3     | 30 M    | ?                         | Deutsche Jurisdiktion DH |

### Autriche
| Nom                                                          | Dates de fondation /restructuration | Loges | Membres | Groupes de reconnaissance | Site Web    |
| ------------------------------------------------------------ | ----------------------------------- | ----- | ------- | ------------------------- | ----------- |
| Grande Loge d'Autriche                                       | 1918                                | 73    | 3258    |                           | GLO         |
| Grande Loge du Rite Écossais Ancien et Accepté de l'Autriche | 2011                                | 8     | 360 H   | GLUE                      | GLSO        |
| Grand Orient d'Autriche                                      | 1961                                | 7     | 125 M   | CLIPSAS                   | GOvO        |
| Obédience mixte "Humanitas"                                  | 1959                                | 8     | 250 M   | CATENA                    |             |
| Fédération autrichienne du Droit Humain                      | 1922                                | 23    | 380 M   | DH                        | DH-Autriche |

### Belgique
Cette section constitue une annexe de l'article : Franc-maçonnerie en Belgique.
| Nom                                                              | Dates de fondation /restructuration | Loges                 | Membres                      | Groupes de reconnaissance                                                              | Site Web  |
| ---------------------------------------------------------------- | ----------------------------------- | --------------------- | ---------------------------- | -------------------------------------------------------------------------------------- | --------- |
| Grand Orient de Belgique                                         | 1833                                | 118                   | 10 123 H                     | AMIL, GLB, CLIPSAS, AME                                                                | GOB       |
| Fédération belge du "Droit humain"                               | 1928                                | 85                    | 7000 M                       | SIMPA                                                                                  | FB - DH   |
| Grande Loge de Belgique                                          | 1959                                | 75                    | 4000 H                       | GLB, CLIPSAS                                                                           | GLB       |
| Grande Loge régulière de Belgique                                | 1979                                | 62                    | 2100 H                       | GLUA                                                                                   | GLRB      |
| Grande Loge féminine de Belgique-Vrouwengrootloge van België     | 1981                                | 46                    | 2200                         | CLIPSAS, CLIMAF                                                                        | GLFB      |
| Grande Loge de district des maîtres maçons de marque de Belgique | 1996                                | 8 Marques 6 Mariniers | ? H                          | GLRB, GLMMM d'Angleterre et du Pays de Galles et de ses districts et loges d'Outre-Mer |           |
| Grande Loge belge de Memphis et Misraïm                          | 2006                                | 4                     | 70                           | -                                                                                      | GLBMM     |
| Lithos - Confédération de loges                                  | 2006                                | 42 (en 2024)          | plus de 1300 H/F/M (en 2019) | GOB, GLB, GLFB, GOL, AME                                                               | Lithos-CL |
| Grande Loge européenne confédérée                                | 2010                                | 5                     | 35M                          | Site Web http://www.gleceu.eu                                                          |           |

### Chypre
| Nom                            | Dates de fondation /restructuration | Loges | Membres | Groupes de reconnaissance                                                                    | Site Web |
| ------------------------------ | ----------------------------------- | ----- | ------- | -------------------------------------------------------------------------------------------- | -------- |
| District Grand Lodge of Cyprus | 1980                                | 17    | ? M     | GLUA                                                                                         | DGLC     |
| Grand Lodge of Cyprus          | 2006                                | 13    | 520 M   | GLUA fondée par : Grand Lodge of Greece, Grand Lodge of Austria, Grand Lodge of Pennsylvania | GLC      |

### Danemark
| Nom                              | Dates de fondation /restructuration | Loges | Membres | Groupes de reconnaissance | Site Web        |
| -------------------------------- | ----------------------------------- | ----- | ------- | ------------------------- | --------------- |
| Juridiction Le Droit Humain      | ?                                   | 3     | ? M     |                           | Le Droit Humain |
| Grande Loge féminine du Danemark | ?                                   | 1     | ? F     | GLFB                      |                 |
| Ordre danois des francs-maçons   | 1858                                | 53    | 8500 H  |                           |                 |

### Espagne
Cette section constitue une annexe de l'article : Franc-maçonnerie en Espagne.
| Nom                                          | Dates de fondation /restructuration | Loges | Membres | Groupes de reconnaissance | Site Web   |
| -------------------------------------------- | ----------------------------------- | ----- | ------- | ------------------------- | ---------- |
| Fédération espagnole du Droit Humain         | 1921 (1979)                         | 18    | 300 M   | ?                         | Esp. DH    |
| Grand Prieuré rectifié d'Espagne             | 2010                                | 7     | ? H     | DNRF-GDDG                 | Esp. GPRDH |
| Grande Loge des Canaries                     | 1996                                | 8     | ?       | GLUE                      | Esp. GLdC  |
| Gran Loge de Catalogne                       | 1933                                | 7     | 100 M   | ?                         | Esp. GLC   |
| Grande Loge confédéré d'Espagne              | 2006                                | ?     | ?       | GLUE                      | ?          |
| Grande Loge d'Espagne                        | 1982                                | 170   | 3000 H  | GLUA                      | Esp. GLE   |
| Grande Loge féminine d'Espagne               | 2005                                | 8     | 150 F   | CLIMAF                    | Esp. GLFE  |
| Grande Loge ibérique unifié                  | 2007                                | ?     | ? H     | GLIU                      |            |
| Grande Loge symbolique espagnole             | 1980                                | 30    | 400 M   | CLIPSAS                   | Esp. GLSE  |
| Gran Orient de Catalogne                     | 1989                                | 12    | 190 M   | CLIPSAS, FOCIR            | Esp. GOC   |
| Grande Orient ibérique                       | 2001                                | 14    | 360 M   | GOB                       | Esp. GOI   |
| Grand Prieuré d'Espagne                      | 2003                                | 7     | 80 H    | GPDG                      | Esp. GPDH  |
| Grande Loge symbolique d'Espagne et Ibérique | 2009                                | 8     | 100 H   |                           | GLSEI      |

### Finlande
| Nom                         | Dates de fondation /restructuration | Loges | Membres | Groupes de reconnaissance | Site Web |
| --------------------------- | ----------------------------------- | ----- | ------- | ------------------------- | -------- |
| Juridiction Le Droit Humain | ?                                   | 12    | 300 M   |                           |          |
| Grande Loge de Finlande     | 1924                                | 175   | 7500 H  |                           |          |

### France
Cette section constitue une annexe de l'article Franc-maçonnerie en France.
La possibilité de l'existence d'autres obédiences a parfois été rapportée par des sources invérifiables. Elles sont plutôt mentionnées dans l'article Nouvelles obédiences maçonniques françaises.
Cette liste ne concerne que des obédiences comptant probablement plus de 100 membres.
Il est donné des informations sur les genres pratiquées par les obédiences (hommes, femmes ou mixtes). Certaines obédiences acceptent des loges hommes, femmes ou mixtes.
| Nom | Date | Genre (H-F-M) | Nombre de loges | Nombre de membres     | Groupes de reconnaissance    | Site Web          |
| --- | ---- | ------------- | --------------- | --------------------- | ---------------------------- | ----------------- |
| Alliance des Loges symboliques                                                                         | 2012 | H-F           | 13              | 200                   |                              | ALS               |
| Directoire national rectifié de France - Grand Directoire des Gaules (NO)                              | 2012 | H             | 34              | 380                   |                              | DNRF-GDDG         |
| Fédération française du « Droit humain » de l'Ordre maçonnique mixte international « le Droit humain » | 1893 | M             | 740             | 17 000                | OMMI-DH - MF - CLIPSAS - AME | FF-DH             |
| Grande Loge de l'Alliance maçonnique française                                                         | 2012 | H             | 760             | 15 500                |                              | GL-AMF            |
| Grande Loge des cultures et de la spiritualité (NO)                                                    | 2003 | M             | 20              | 1 300                 | CLIPSAS                      | GLCS              |
| Grande Loge écossaise réformée et rectifiée d'Occitanie (NO)                                           | 1995 | H             | 36              | 460                   |                              | GLERRO            |
| Grande Loge égyptienne de France                                                                       | 2008 |               | 16              | 250                   | CLIOME                       | -                 |
| Grande Loge de France                                                                                  | 1894 | H             | 900             | 32 000                | GLUE - AME                   | GLDF              |
| Grande Loge européenne de la fraternité universelle (NO)                                               | 2013 | M             |                 | 500                   |                              | GLEFU             |
| Grande Loge féminine de France                                                                         | 1952 | F             | 435             | 14 000                | CLIMAF - MF - AME            | GLFF              |
| Grande Loge féminine de Memphis-Misraïm                                                                | 1965 | F             | 70              | 1 300                 | CLIPSAS - MF                 | GLF-MM            |
| Grande Loge française de Memphis-Misraïm                                                               | 1963 | H-M           | 21              | 300                   | CLIPSAS                      | GLFMM             |
| Grande Loge française de Misraïm                                                                       | 1998 | H             | 20              | 250                   |                              | -                 |
| Grande Loge indépendante et souveraine des rites unis                                                  | 1973 | H-F-M         | 15              | 300,                  | CLIPSAS                      | GLISRU            |
| Grande Loge indépendante de France (NO)                                                                | 2013 | H             | 30              | 1 000                 |                              | GLIF              |
| Grande Loge maçonnique française de tradition                                                          | 2009 | H             | 82              | 1 000                 | FLA - WTMU - CM              | -                 |
| Grande Loge mixte de France                                                                            | 1982 | M             | 217             | 5 000                 | MF - CLIPSAS - AME           | GLMF              |
| Grande Loge mixte de Memphis-Misraïm (NO)                                                              | 2000 | M             | 45              | 550                   | CLIPSAS - AME                | GLMMM             |
| Grande Loge mixte nationale (NO)                                                                       | 2010 | M             | 45              | 560                   | CLIPSAS - AME                | GLMN              |
| Grande Loge mixte universelle                                                                          | 1973 | M             | 70,             | 2 000                 | MF - AME                     | GLMU              |
| Grande Loge mondiale de Misraïm (NO)                                                                   | 2004 | H             | 17              | 385                   |                              | GLMM              |
| Grande Loge nationale française                                                                        | 1913 | H             | 1 295           | 29 000                | GLUA                         | GLNF              |
| Grande Loge régulière de France                                                                        | 1990 | H             | 50              | 800                   | SOGLIA - REFHRAAM            | -                 |
| Grande Loge régulière de Tahiti et des archipels                                                       | 2012 | H             | 7               | 100                   |                              | GLRT              |
| Grande Loge symbolique de France (NO)                                                                  | 1998 | H-F-M         | 38              | 530                   |                              | GLSF              |
| Grande Loge symbolique du Rite écossais primitif (NO)                                                  | 1985 |               | 17              | 200                   | CLIPSAS - AME                | GLSREP            |
| Grande Loge traditionnelle de France (NO)                                                              | 2012 | H             | 75              | 1 200                 |                              | GLTF              |
| Grande Loge traditionnelle et moderne de France (NO)                                                   | 2003 |               | 40              | 580                   |                              | GLTMF             |
| Grande Loge traditionnelle et symbolique Opéra                                                         | 1958 | H             | 250             | 4 200                 | GLUE - MF                    | GLTSO             |
| Grande Loge unie de France                                                                             | 1994 | H-M           | 39              | 670                   |                              | GLUF              |
| Grande Loge unie de Memphis-Misraïm (NO)                                                               | 2009 | M             | 10              | 220                   |                              | GLUMM             |
| Grande Loge universelle de France                                                                      | 2006 |               | 10              | 200                   |                              | -                 |
| Grand Orient de France                                                                                 | 1773 | H-M           | 1 319           | 52 500 (dont 6 150 F) | MF - SIMPA - CLIPSAS - AME   | GODF              |
| Grand Prieuré des Gaules                                                                               | 1935 | H             | 25              | 1 000                 |                              | GPDG              |
| Loges nationales françaises unies (NO) (issues de l'union de la LNF et de la LNMF                      | 2018 | H-M           | 37              | 650                   | MF                           | LNFU (LNF & LNMF) |
| Ordre initiatique ancien et primitif de Memphis-Misraïm                                                | 2001 |               | 19              | 210                   | UME - OIMRE                  | OIAPMM            |
| Ordre initiatique et traditionnel de l'Art royal                                                       | 1974 | M             | 55              | 1 200,                |                              | OITAR             |

Mise à jour février 2024 - L'obédience Loges nationales françaises unies créée en 2018 et issue de l'union de la Loge nationale française et de la Loge nationale mixte française a été ajoutée à la liste et les deux obédiences unies ont été enlevées du tableau. Ont été également enlevés du tableau la Grande Loge nationale indépendante et régulière pour la France, les DOM et les TOM, petite obédience créée en 2013 qui semble ne plus exister et dont le site est inopérant, ainsi que le Grand Orient de Corse / Grande Oriente di Corsica créé en 2021, ne comportant que 3 loges et 60 membres et sans site web connu.

### Grande-Bretagne
Cette section constitue une annexe de l'article : Franc-maçonnerie en Grande-Bretagne.
| Nom                                                                | Dates de fondation /restructuration | Loges | Membres            | Groupes de reconnaissance                                                              | Site Web |
| ------------------------------------------------------------------ | ----------------------------------- | ----- | ------------------ | -------------------------------------------------------------------------------------- | -------- |
| Fédération britannique du Droit humain                             | 1902                                | 14    | 1000 Male & Female | DH / CLIPSAS                                                                           | DH-UK    |
| Grande Loge d’Écosse                                               | 1736                                | 1800  | 150 000 H          | GLUA                                                                                   | GMLS     |
| Grand Lodge of Freemasonry for Men and Women Great Britain         | 2001                                | 12    | ? M                | Honorable Order of American Co-Masonry & Eastern Order of International Co-Freemasonry | GLF4MW   |
| Grande Loge unie d'Angleterre                                      | 1717 / 1813                         | 7000  | 200 000 H          | GLUA                                                                                   | UGLE     |
| Honorable Fraternity of Ancient Masonry                            | 1913                                | 44    | ? F                | -                                                                                      | HFAF     |
| Honorable Fraternity of Antient Masonry, Order of Women Freemasons | 1908                                | ?     | 6000 F             | -                                                                                      | OWF      |
| The Order of Ancient Free and Accepted Masonry                     | 1925                                | ?     | ? M                |                                                                                        |          |
| The Order of Ancient Free Masonry for Men and Women                | 1982                                | 15    | ? M                |                                                                                        |          |
| Regular Grand Lodge of England                                     | 2005                                | 16    | 500 H              | ?                                                                                      | RGLE     |

Il existe également en Grande-Bretagne des loges indépendantes ou appartenant à des obédiences d'autres pays, notamment de France et d'Italie.

### Grèce
| Nom                                                          | Dates de fondation /restructuration | Loges | Membres | Groupes de reconnaissance | Site Web     |
| ------------------------------------------------------------ | ----------------------------------- | ----- | ------- | ------------------------- | ------------ |
| Grande Loge Unie de Grèce de Rite Ecossais Ancien et Accepté | 1824 (1988/2018)                    | 10    | 150 H   | CIGLU                     |              |
| Grande Loge du Rite Écossais Ancien et Accepté de la Grèce   | 1824 (1988)                         | ?     | 50 H    | GLUE                      | GLAASRG      |
| Grand Orient Mixte de Grèce                                  | 1996                                | 8     | 300 M   | CLIPSAS                   |              |
| Sérénissime Grand Orient de Grèce                            | ?                                   | ?     | 100 H   | CLIPSAS                   |              |
| Ordre maçonnique international Delphi                        | 1926 (1996)                         | 45    | 1100 M  | CLIPSAS                   | OMI "DELPHI" |
| Grande Loge de Grèce                                         | 1936                                | 104   | 3000 H  | GLUA                      | GLG          |
| Juridiction Droit humain                                     | 1926                                | 7     | 100 M   | ?                         |              |
| Grande Loge nationale de Grèce                               | 1986                                | 59    | 1200 H  |                           |              |

### Hongrie
| Nom                                                          | Dates de fondation /restructuration | Loges | Membres | Groupes de reconnaissance | Site Web                            |
| ------------------------------------------------------------ | ----------------------------------- | ----- | ------- | ------------------------- | ----------------------------------- |
| Grande loge du Rite écossais ancien et accepté de la Hongrie | 1871/2005                           | 12    | 420 H   | GLUE                      | OESR                                |
| Symbolique Grande Loge de Hongrie                            | 1870/1989                           | 14    | 450 H   | UGLE                      | Magyarországi Symbolikus Nagypáholy |
| Grand Orient de Hongrie                                      | 1871/1992                           | 9     | 300 H   | GLDF, GODF, GLB, GOB      | Magyarországi Nagyoriens            |

### Irlande
| Nom                   | Dates de fondation /restructuration | Loges | Membres | Groupes de reconnaissance | Site Web |
| --------------------- | ----------------------------------- | ----- | ------- | ------------------------- | -------- |
| Grande Loge d'Irlande | 1725                                | 626   | 27 000  | GLUA                      | GLI      |

Il existe également en Irlande du Nord des loges d'une obédience anglaise.

### Italie
Cette section constitue une annexe de l'article : Franc-maçonnerie en Italie.
| Nom                                               | Dates de fondation /restructuration | Loges | Membres | Groupes de reconnaissance | Site Web        |
| ------------------------------------------------- | ----------------------------------- | ----- | ------- | ------------------------- | --------------- |
| Gran Loggia Tradizionale d'Italia                 | 2011                                | 7     | 81      |                           | GLTI            |
| Fédération italienne du Droit humain              | 1905                                | 5     | 100 M   | DH                        | IT LDH          |
| Grand Orient d'Italie                             | 1859                                | 826   | 22000 H | GLB, GLQ, GLUA            | GOdI            |
| Grande Loge d'Italie                              | 1908                                | 420   | 9000 M  | CLIPSAS GLB               | GLdI degli Alam |
| Grande Loge maçonnique féminine d'Italie          | 1990                                | 20    | 400 F   | CLIPSAS, CLIMAF           | GLFdI           |
| Grande Loge régulière d'Italie                    | 1993                                | 210   | 3500 H  | GLUA                      | GLRdI           |
| Grande Loge italienne Ordre d'Ancienne Observance | 2007                                | 31    | 420 H   |                           | GLI             |
| Rite symbolique italien                           | ?                                   | ?     | ? H     | ?                         | SGLRSI          |
| Grande Loge nationale des maçons libres d'Italie  | ?                                   | ?     | ? H     | ?                         | GLNdI           |
| Grande Loge mère C.A.M.E.A.                       | 1958                                | ?     | ?       | ? H                       |                 |

### Lettonie
| Nom                     | Dates de fondation /restructuration | Loges | Membres | Groupes de reconnaissance | Site Web |
| ----------------------- | ----------------------------------- | ----- | ------- | ------------------------- | -------- |
| Grande Loge de Lettonie | 2003                                | 7     | 210 H   | GLUE                      |          |

Il existe également en Lettonie des loges masculines appartenant à une obédience française.

### Luxembourg
| Nom                        | Dates de fondation /restructuration | Loges | Membres | Groupes de reconnaissance | Site Web |
| -------------------------- | ----------------------------------- | ----- | ------- | ------------------------- | -------- |
| Grande Loge de Luxembourg  | 1926                                | 5     | 290 H   | GLUA                      | GLL      |
| Grand Orient de Luxembourg | 1959 (1982)                         | 12    | 459 M   | CLIPSAS                   | GOL      |
| Juridiction Droit humain   | 1982                                | 2     | ? M     | DH                        | OMMI     |

### Monaco
| Nom                                                         | Date de fondation /restructuration | Loges | Membres | Groupes de reconnaissance | Site Web |
| ----------------------------------------------------------- | ---------------------------------- | ----- | ------- | ------------------------- | -------- |
| Grande Loge nationale régulière de la Principauté de Monaco | 30 janvier 2009                    | 7     | 200 M   | UGLE,GLUA, ACGL           | GLNRPM   |

### Norvège
| Nom                               | Dates de fondation /restructuration | Loges | Membres | Groupes de reconnaissance | Site Web                          |
| --------------------------------- | ----------------------------------- | ----- | ------- | ------------------------- | --------------------------------- |
| Fédération Skandinavisk           |                                     |       |         |                           | NO LDH                            |
| Ordre norvégien des francs-maçons | 1891                                | 94    | 20 000  | GLUA                      | Ordre norvégien des francs-maçons |

### Pays-Bas
| Nom                            | Dates de fondation /restructuration | Loges | Membres | Groupes de reconnaissance | Site Web |
| ------------------------------ | ----------------------------------- | ----- | ------- | ------------------------- | -------- |
| Grande Loge mixte des Pays-Bas | 1960                                | 9     | 450 M   |                           |          |
| Grand Orient des Pays-Bas      | 1756                                | 144   | 6500 H  | GLUA                      |          |
| Fédération DH                  | 1905                                | 20    | 400 M   |                           |          |

### Pologne
Cette section constitue une annexe de l'article : Franc-maçonnerie en Pologne.
| Nom                                       | Dates de fondation /restructuration | Loges | Membres   | Groupes de reconnaissance | Site Web               |
| ----------------------------------------- | ----------------------------------- | ----- | --------- | ------------------------- | ---------------------- |
| Grand Orient de Pologne                   | 1997                                | 10    | 150 H / F | GOdF, GOB, AME, AACEE     | http://wielkiwschod.pl |
| Grande Loge nationale de Pologne          | ?                                   | 8     | ? H       | GLUA                      | Pol. GLNP              |
| Grande Loge féminine de France en Pologne | 2000                                | 2     | 30 F      | CLIMAF MF                 |                        |
| Fédération polonaise du Droit humain      | 1933                                | 2     | 40M       | DH                        | PL LDH                 |
| Grande Loge de France                     | 2019                                | 1     | 15 H      |                           |                        |

### Portugal
Cette section constitue une annexe de l'article : Franc-maçonnerie au Portugal.
| Nom                                    | Dates de fondation /restructuration | Loges | Membres | Groupes de reconnaissance     | Site Web   |  |
| -------------------------------------- | ----------------------------------- | ----- | ------- | ----------------------------- | ---------- |  |
| Fédération portugaise du Droit humain  | 1923/1980                           | 6     | ? H     |                               | FP-DH      |  |
| Grande Loge nationale Portugaise       | 1882 - 2000                         | ?     | ? H     | UGLE-ICGLU                    | /GLNP      |  |
| Grande Loge régulière du Portugal      | 1991                                | 64    | ? H     | GLUA                          |            |  |
| Grand Orient lusitanien                | 1802                                | ?     | 2800 M  | GOdF - CLIPSAS                | GOLusitano |  |
| Grande Loge symbolique du Portugal     | 2008                                | 23    | ?       | GOdF, CLIPSAS, AME, UMM, UMLI | GLSP       |  |
| Grande Loge symbolique de Lusitanie    | 2011                                | 22    | ?       | GOdF, AME, UMM, CLIPSAS, UMLI | GLSL       |  |
| Grande Loge féminine du Portugal       | 1997                                | 12    | 330 F   | CLIMAF                        | GLFP       |  |
| Grande Loge légale du Portugal         | 1996 (ex-GLRP)                      | 62    | ? H     | GLNF                          | GLLP       |  |
| Grande Loge traditionnelle du Portugal | 2004                                | 12    | ?       | ?                             | GLTP       |  |
| Ordre maçonnique portugais             | 2018                                | 3     |         | SEP-AUM.                      | O.M.P.     |  |

### Roumanie
Cette section constitue une annexe de l'article : Franc-maçonnerie en Roumanie.
| Nom                                    | Dates de fondation /restructuration | Loges | Membres | Groupes de reconnaissance                                                                              | Site Web                                                             |
| -------------------------------------- | ----------------------------------- | ----- | ------- | --- | -------------------------------------------------------------------- |
| Grande Loge féminine de Roumanie       | 1922                                | 14    | 550 F   | CLIPSAS                                                                                                | www.mlfr.org.ro                                                      |
| Grande Loge nationale unie de Roumanie | 1880                                | 17    | 850 H   | | MLNUR                                                                |
| Grande Loge nationale de Roumanie      | ?                                   | ?     | ? H     | GLUE                                                                                                   | « MLNaR »(Archive.org • Wikiwix • Archive.is • Google • Que faire ?) |
| Grande Loge nationale en Roumanie      | 1993                                | 200   | 5500 H  | GLUA                                                                                                   | MLNR                                                                 |
| Grande Loge nationale de la Roumanie   | 2003                                | 16    | ? H     | ? | MLaR                                                                 |
| Grand Orient de Roumanie               | 1879                                | 21    | 450 M   | CLIPSAS                                                                                                | MOAR                                                                 |
| Grande Loge mixte de Roumanie          | 2009                                | ?     | 150 M   | ? |                                                                      |
| Droit humain en Roumanie               | 2006                                | 3     | 65 M    | OMMIDH                                                                                                 | Site de l'Ordre maçonnique mixte international "Le Droit Humain"     |
| Grande Loge Nationale Roumaine 1880    | 1880/1993/2010                      | 32    | 550     | Union Mondiale Maçonnique Traditionnelle (U.M.M.T.) Alliance Mondiale Maçonnique Chrétienne (A.M.M.C.) | www.mlnr1880.org www.ummt.ro www.wmca.eu                             |

### Russie
| Nom                        | Dates de fondation /restructuration | Loges | Membres | Groupes de reconnaissance | Site Web |
| -------------------------- | ----------------------------------- | ----- | ------- | ------------------------- | -------- |
| Grande Loge de Russie      | 1995                                | 33    | 700 H   | GLUA                      | GLR      |
| Grande Loge unie de Russie | 2008                                | 6     | 70 H    | GLDF                      | GLUR     |

### Serbie
| Nom                             | Dates de fondation /restructuration | Loges | Membres | Groupes de reconnaissance | Site Web                        |
| ------------------------------- | ----------------------------------- | ----- | ------- | ------------------------- | ------------------------------- |
| Grande Loge nationale de Serbie |                                     | 12    | 300 H   | GLDF CIGLU                | Grande Loge Nationale de Serbie |
| Grandes Loges unie de Serbie    | 2006                                | 15 H  |         |                           | Grandes Loges unie de Serbie    |
| Grande Loge féminine de Serbie  | ?                                   | 2     | 70 F    | GLFF                      |                                 |

### Suède
| Nom                                                                    | Dates de fondation / restructuration | Loges | Membres | Groupes de reconnaissance      | Site Web    |
| ---------------------------------------------------------------------- | ------------------------------------ | ----- | ------- | ------------------------------ | ----------- |
| Directoire rectifié de Suède                                           | ?                                    | 8     | M       | ?                              |             |
| Grande Loge de Suède                                                   | 1760                                 | 56    | 15200 H | GLUA                           | GLS         |
| Juridiction DH                                                         | ?                                    | 1     | ? M     | CLIPSAS                        | DH en Suède |
| United Grand Lodge of Free and Accepted Masons of Scandinavia U.G.L.S. | 2011                                 | 7     | ? M     | GLI, SC of AASR others pending | UGLS        |

### Suisse
Cette section constitue une annexe de l'article : Franc-maçonnerie en Suisse.
| Nom                                                 | Dates de fondation /restructuration | Loges | Membres | Groupes de reconnaissance | Site Web |
| --------------------------------------------------- | ----------------------------------- | ----- | ------- | ------------------------- | -------- |
| Grande Loge suisse Alpina                           | 1844                                | 86    | 5000 H  | GLUA                      | GLSA     |
| Fédération suisse du Droit humain                   | 1896                                | 4     | 150 M   | ?                         | FS-DH    |
| Grand Orient de Suisse                              | 1959                                | 18    | 350 H   | CLIPSAS                   | GOS      |
| Grande Loge féminine de Suisse                      | 1976                                | 17    | 350 F   | CLIMAF                    | GLFS     |
| Grande Loge mixte de Suisse                         | 1999                                | 8     | 145 M   | FS-DH - GOS - GLFS        | GLMS     |
| Grande Loge symbolique helvétique (Memphis-Misraïm) | 1961                                | 6     | 250 M   | CLIPSAS                   | GLSH     |

Il existe également en Suisse des loges non constituées en obédiences autonomes et appartenant à une obédience française (GODF) et à une belge (Lithos - Confédération de loges).

## Océanie

### Australie
| Nom                                     | Dates de fondation /restructuration | Loges | Membres  | Groupes de reconnaissance | Site Web |
| --------------------------------------- | ----------------------------------- | ----- | -------- | ------------------------- | -------- |
| Grand Lodge of Western Australia        | 1900                                | 175   | 6 000 H  | GLUA                      |          |
| Grand Lodge of South Australia          | 1884                                | 149   | 6 000 H  | GLUA                      | GLoSA    |
| Grand Lodge of Queensland               | 1921                                | 379   | 16 000 H | GLUA                      | GLoQ     |
| Grand Lodge of Tasmania                 | 1890                                | 58 ?  | H        | GLUA                      | GLoT     |
| Grand Lodge of Victoria                 | 1889                                | 481   | 24 000 H | GLUA                      | GLoV     |
| Grand Lodge of New South Wales          | 1888                                | 488   | 28 000 H | GLUA                      | GLoNSW   |
| Fédération australienne du Droit humain | 1911                                | 6     | 150 M    | CLIPSAS                   | AU LDH   |

### Nouvelle-Zélande
| Nom                        | Dates de fondation /restructuration | Loges | Membres | Groupes de reconnaissance | Site Web |
| -------------------------- | ----------------------------------- | ----- | ------- | ------------------------- | -------- |
| Grand Lodge of New Zealand | 1890                                | 175   | 6 000 H | GLUA                      | GLoNZ    |